# رجوة الحسين
رجوة آل سيف «رجوة الحسين» (28 أبريل 1994 -) أميرة وزوجة ولي العهد الأردني الأمير الحسين بن عبد الله الثاني، وهي مهندسة معمارية سعودية من مواليد الرياض.

## نشأتها وحياتها العملية
ولدت في الرياض بتاريخ 28 أبريل 1994، والدها هو خالد بن مساعد بن سيف بن عبد العزيز، من قبيلة سبيع، وهو رجل أعمال ومالك شركة السيف للمقاولات الهندسية المحدودة، والدتها هي عزة بنت نايف بن عبدالعزيز بن أحمد السديري، أتمّت رجوة تعليمها الثانوي في السعودية، ودرست الهندسة المعمارية في جامعة سيراكيوز في نيويورك، الولايات المتحدة الأمريكية. كما حصلت على درجة الزمالة في الآداب في الإتصالات المرئية من معهد الأزياء للتصميم والتجارة عام ٢٠١٩.  عملت كمتدربة تصميم لدى دينا جيلده، وهو متجر أثاث يقع في عمّان وجنيف. ثم تدربت كمهندسة معمارية في شركة والدها السيف للمقاولات الهندسية، بدأت العمل في شركة “Patterns Design” في لوس أنجلوس أثناء دراستها لشهادة الزمالة، ثم عادت إلى الرياض وعملت في شركة السيف للمقاولات الهندسية لفترة وجيزة، و انتقلت لتعمل في استوديو تصميم “Design Lab experience” حتى خطوبتها. 
بالإضافة إلى لغتها العربية، تتحدث آل سيف الانجليزية والفرنسية بطلاقة. 

## الأدوار الرسمية المستقبلية
ستحضر رجوة الحسين أنشطة البيت الملكي، كذلك سترافق ولي العهد في المناسبات الرسمية، بما في ذلك تلك التي تقام في الخارج، مثل زيارات الدولة. أيضًا ستحضر الأنشطة المتعلقة بالمشاريع الاجتماعية والخيرية.
عام 2023، وأثناء فترة خطبتهما، رافقت الأميرة رجوة ولي العهد في زيارة لمبادرة "عبق اللون" التي تهدف إلى تعليم المكفوفين وذوي الإعاقة البصرية الرسم من خلال التعرف على الألوان عبر حاسة الشم. في عام 2024، رافقت الأميرة رجوة زوجها ولي العهد في أول زيارة عمل رسمية له إلى سنغافورة.

## حياتها الخاصة

### الزواج والأبناء

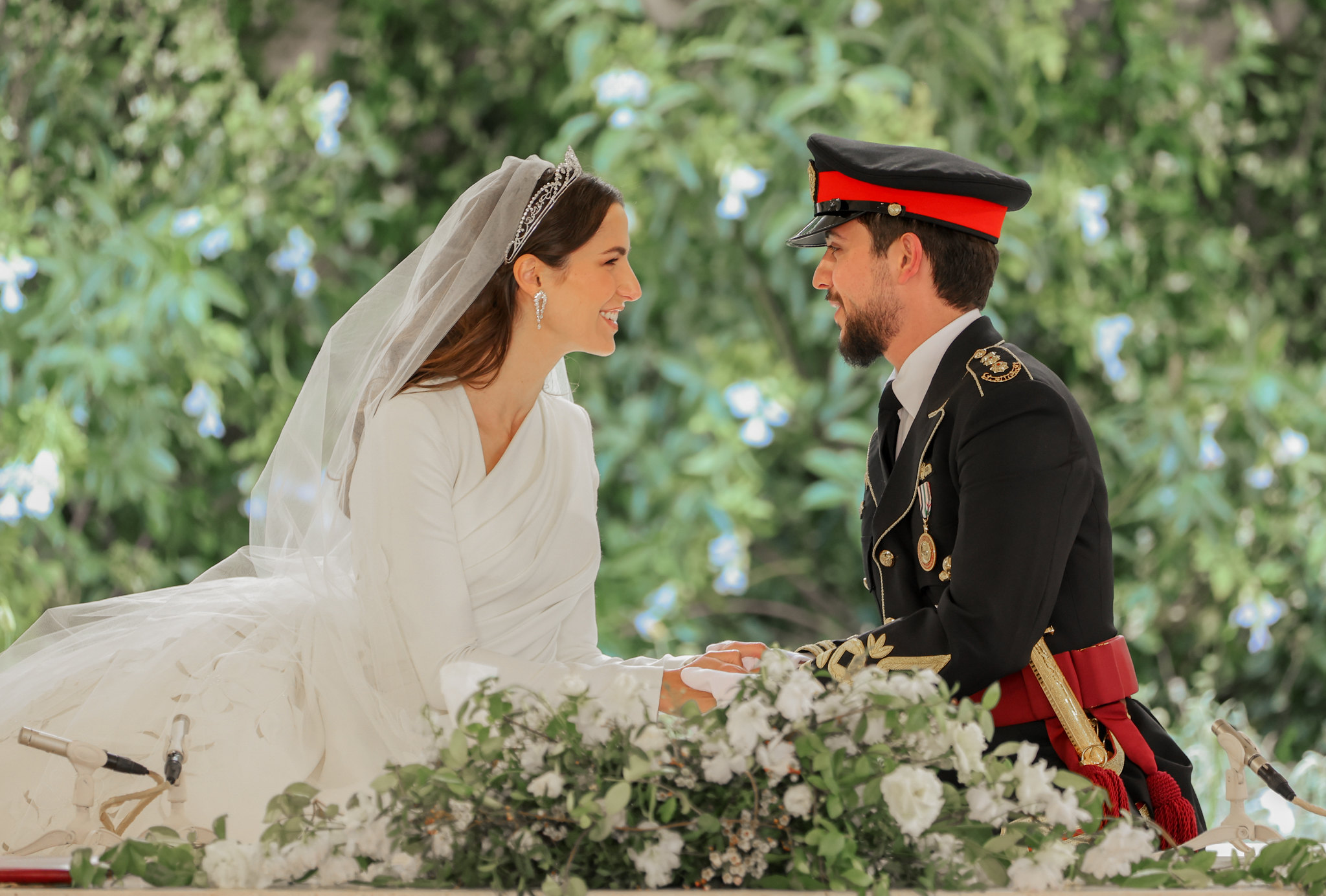
صورة زفاف الأمير الحسين على الأميرة رجوة الحسين

في 17 أغسطس 2022 أعلن الديوان الملكي الهاشمي على تويتر عن خطوبة رجوة آل سيف على الأمير الحسين بن عبد الله «ولي عهد الأردن»، الابن البكر للملك عبد الله الثاني والملكة رانيا العبد الله. أُقيم حفل الخطوبة في منزل والدها «خالد آل السيف» في الرياض، وحضر الحفل إلى جانب الملك والملكة عدد من أمراء الأسرة المالكة في المملكة الأردنية، وأفراد من عائلة آل سيف.
في 1 يونيو 2023 عُقد قرانها على الأمير الحسين في قصر زهران بالعاصمة الأردنية عمّان واُقيم حفل ومأدبة زفاف في قصر الحسينية بحضور ضيوف من قادة دول وأولياء عهد وشخصيات من دول عدّة. بعد عقد القران على الأمير الحسين، صدرت الإرادة الملكية السامية بمنح رجوة بنت خالد آل سيف لقب «صاحبة السمو الملكي الأميرة رجوة الحسين».
في 10 أبريل 2024 أعلن الديوان الملكي الهاشمي انتظار ولي العهد والأميرة رجوة مولودهما الأول في صيف العام نفسه. وفي 3 أغسطس 2024 أعلن الديوان الملكي أن الأمير الحسين والأميرة رجوة رزقا بمولودة أنثى سميت إيمان.